# Klavdia (zangeres)
Klaudia Papadopoulou (Grieks: Κλαυδία Παπαδοπούλου; 18 augustus, Aspropyrgos, 2002), beter bekend onder haar artiestennaam Klavdia, is een Griekse zangeres.

## Biografie
Klavdia werd geboren in Aspropyrgos en is van Pontische afkomst. In 2018 haalde ze de finale van de Griekse versie van The Voice.
In januari 2025 won Klavdia de Griekse preselectie voor het Eurovisiesongfestival, waardoor ze haar vaderland mocht vertegenwoordigen op het Eurovisiesongfestival 2025 in het Zwitserse Bazel, met het nummer Asteromata. In de finale ontving zij 108 punten van de vakjury's. Met een totaal van 231 punten eindigde zij uiteindelijk op de zesde plaats.  
1974: Marinella · 
1976: Mariza Koch · 
1977: Pascalis, Marianna, Robert & Bessy · 
1978: Tania Tsanaklidou · 
1979: Elpida · 
1980: Anna Vissi & Epikouri · 
1981: Yiannis Dimitras · 
1983: Kristi Stassinopoulou · 
1985: Takis Biniaris · 
1987: Bang · 
1988: Afroditi Frida · 
1989: Mariana Efstratiou · 
1990: Christos Callow & Wave · 
1991: Sophia Vossou · 
1992: Cleopatra · 
1993: Katerina Garbi · 
1994: Kostas Bigalis & The Sea Lovers · 
1995: Elina Konstantopoulou · 
1996: Mariana Efstratiou · 
1997: Marianna Zorba · 
1998: Thalassa · 
2001: Antique · 
2002: Michalis Rakintzis · 
2003: Mando · 
2004: Sakis Rouvas · 
2005: Elena Paparizou · 
2006: Anna Vissi · 
2007: Sarbel · 
2008: Kalomira · 
2009: Sakis Rouvas · 
2010: Giorgos Alkaios & Friends · 
2011: Loukas Giorkas feat. Stereo Mike · 
2012: Eleftheria Eleftheriou · 
2013: Koza Mostra feat. Agathonas Iakovidis · 
2014: Freaky Fortune feat. RiskyKidd · 
2015: Maria Elena Kiriakou · 
2016: Argo · 
2017: Demy · 
2018: Gianna Terzi · 
2019: Katerine Duska · 
2021: Stefania · 
2022: Amanda Tenfjord · 
2023: Victor Vernicos · 
2024: Marina Satti · 
2025: Klavdia